# Lengyel–lovagrendi háború (1431–32)
Az 1431–32-es lengyel-lovagrendi háború a Német Lovagrendnek a litvánokkal szövetségben indított hadjárata Lengyelország ellen.
A német lovagok 1410-es megsemmisítő vereségük után két alkalommal próbáltak visszavágni. 1414-ben, majd 1422-ben két hadjáratot indítottak Lengyelország–Litvánia ellen, de mind a kétszer vereséget szenvedtek II. (Jagelló) Ulászló lengyel és Nagy Vytautas litván uralkodóktól. 1430-ban meghalt Vytautas, s a trónt Švitrigaila vette át, aki Ulászló és Vytautas korábbi közös ellensége, s a Német Lovagrend támogatottja volt.
A lovagrend és Švitrigaila szövetkezett Ulászló ellen, s együtt támadták meg 1431-ben. A teuton lovagok Krajna, Nieszawa, Kujávia és a még 1411-ben elvesztett Dobrzyń területén folytatták a hadműveleteket. A német lovagok elleni harcokban a lengyel sereg oldalán a moldvai vajda, I. Sándor katonái is részt vettek. Sándor már a grünwaldi csatában is harcolt a németek ellen. Ulászló 1432-ben a táboritáktól kapott segítséget, akikkel visszaszorította a lovagokat és benyomultak Poroszország, illetve Pomeránia területére.
A háború utólagos, külön epizódja, amikor a husziták Ondrej Prokoppal az élen Németország érintésével, a lengyelekkel közösen betörtek Kelet-Pomerániába és feldúlták egészen Konitzig (ma Chojnice, Lengyelország). Utóbbi helységnél a német lovagok vereséget is szenvedtek tőlük. Ugyanebben az évben a lengyel–moldvai–táborita sereg Litvániába vezetett hadjáratot.
A lovagok 1435-ben intéztek egy újabb sikertelen támadást.